# 世にも奇妙な物語 秋の特別編 (1994年)
『世にも奇妙な物語 秋の特別編』（よにもきみょうなものがたり あきのとくべつへん）は、1994年10月10日（月・祝）21:00 - 22:24にフジテレビで放送された『世にも奇妙な物語』の特別編。

## 出られない

### キャスト
- いづみ - 斉藤由貴
- 延彦 - 豊原功補
- 神戸浩
- 田中龍
- 内田大介
- 山田麻衣子
- 森廉

### スタッフ
- 原案 - 高山直也
- 脚本 - 田辺満
- 演出 - 佐藤祐市

## 君だけに愛を

### キャスト
- 間宮加奈子 - 財前直見
- 間宮行雄 - 大高洋夫
- 男 - 四方堂亘
- 警部・高畑 - 大杉漣
- 管理人 - 西村淳二
- 部下・大杉 - 岡島博徳

### スタッフ
- 脚本 - 戸田山雅司
- 演出 - 落合正幸

## 思い出を売る男

### キャスト
- 古川三博 - 小堺一機
- 妻 - 岡江久美子
- 佐戸井けん太
- 高杉亘
- 山崎一
- 天現寺竜
- あづみれいか
- 中根徹
- 佐藤康治
- 伊藤幸純
- 篠田薫
- 山梨ハナ
- 大倉順憲
- 山本密
- 武蔵拳
- 飯塚恭平

### スタッフ
- 原案 - 高山直也
- 脚本 - 林誠人
- 演出 - 土方政人